# Het leed versierd
Het leed versierd is een album uit 1982 van de Nederlandstalige popgroep Klein Orkest.

## Nummers
Op latere versies van het album staat het nummer Koos Werkeloos. Dit staat ook vermeld op de albumhoes. De nummers Ellie en Laat Mij Maar Alleen kwamen in 1982 uit als singles, waarvan Laat mij maar alleen de top 40 haalde. In 1983 kwam ook Over 100 jaar als single uit. Deze haalde de top 40 niet.
Hoewel de tekst van het titelnummer Het leed versierd door Harrie Jekkers geschreven is, is de titel bedacht door Koos Meinderts.
| Nr. | Titel                | Duur |
| --- | -------------------- | ---- |
| 1   | Laat mij maar alleen | 3.20 |
| 2   | Paarse overall       | 2.10 |
| 3   | Ellie                | 3.24 |
| 4   | Vrienden             | 6.00 |
| 5   | De laarzen           | 2.54 |
| 6   | Over 100 jaar        | 4.18 |
| 7   | 't Lijk              | 5.30 |
| 8   | De boodschappentas   | 3.44 |
| 9   | Soldaat op de foto   | 4.40 |
| 10  | 't liefste           | 3.10 |
| 11  | Het leed versierd    | 4.46 |

## Musici
- Harrie Jekkers (zang en gitaar)
- Léon Smit (elektronisch orgel en achtergrondzang)
- Niek Nieuwenhuijssen (drums en achtergrondzang)
- Chris Prins (basgitaar)

## Vertolkingen
In het theaterprogramma Het verhaal achter de liedjes van zanger Harrie Jekkers en tekstschrijver Koos Meinderts zingt Jekkers 't Lijk . Hierbij wordt het zesde couplet echter overgeslagen.
Het protestlied Soldaat op de foto wordt door Jekkers nog een keer gezongen in zijn cabaretvoorstelling Met een goudvis naar zee, maar dan een akoestische versie met alleen gitaarbegeleiding.